# ニューネーデルラント

ニューネーデルラント
Nieuw Nederland (オランダ語)

国の標語: Concordia res parvae crescunt（オランダ語）
アドリアン・ブロックが1614年に作成した地図
ニューネーデルラントという名前が初めて使われた。

ニューネーデルラント（オランダ語: Nieuw-Nederland、ラテン語: Novum Belgium, Nova Belgica、英語: New Netherland、1614年 - 1674年）は、17世紀に北アメリカの東海岸にオランダが建設した植民地である。範囲は北緯38度から45度におよび、元々1609年にオランダ東インド会社のヨット「ハーフ・ムーン」号でヘンリー・ハドソンが発見し、アドリアン・ブロックとヘンドリック・クリスチャンズが1611年から1614年にかけて探検した所である。オランダ議会に提出された1614年製の地図で当時のネーデルラント連邦共和国の新領土、ニューネーデルラントの領有が宣言された。
オランダ議会によって発行された勅許により私有商業的企業体として、ニューネーデルラントは1624年にオランダ共和国の植民地となった。同時に、ケープ・コッドより北へのイギリスによる侵入は避けられないと認識し、北の境界は北緯42度線まで下げられた。
国際法によって領土の領有権主張は単に発見や地図を作ったということだけでなく、入植も必要とされた。1624年5月、オランダはノーテン・アイラント、今日のガバナーズ・アイランドに30家族を上陸させ、国際法の要求を満たした。

## 歴史

### 探検
最初のニューネーデルランド植民地宣言は1614年になされた。これは、1609年のヘンリー・ハドソン船長が率いるオランダ東インド会社のヨット「ハーフ・ムーン」号を使った探検航海の結果としてなされたものだった。この探検は、オランダとスペインの間の12年間におよぶ休戦期間（1609年4月9日-1621年）の最初の年に行われた。この期間、単独で武装しないオランダ船でもスペインという敵国からは攻撃されない状態になっていた。この休戦でハーフ・ムーンが大西洋を越えて航海することが可能になった。ハドソンが上司に提出した報告書によると、マウリチウス川（現在のハドソン川）で遭遇した先住民族と小規模ながら毛皮との物々交換を行ったとある。マウリチウス川の名前は、オラニエ＝ナッサウ家の貴族で、スペインに対する八十年戦争を指導したオランダ総督マウリッツに因んで名付けられた。
ヘンリー・ハドソンが1609年に新しい貿易資源について書いた報告書の通りに開発できる見込は、ハドソンが発見した川沿いを探検する危険性を危惧していたオランダ人個人貿易業者を駆り立てる動機となった。1610年にはモニケンダムのサイメン・ランベルツ・マイが、マウリチウス川を遡って商業遠征を行ったことだけが知られていた。次の1611年と1612年、更に1613年と1614年には、アドリアン・ブロック、ヘンドリック・クリスチャンズおよびコーネリス・ジャコブズ・マイがハドソン川の商業遠征を行い、ケープ・コッドからデラウェア湾まで海岸線と河口を調べて地図を作った。
これら探検家の何人かは今日の地名に名を残している。例えばブロックはブロック・アイランドに、マイはニュージャージー州ケープ・メイに、またその共同経営者タイメン・ジャコブズ・ヒンローペンはデラウェア州ケープ・ヘンローペンといった具合である。しかし、クリスチャンズの名前を貰ったヘンドリック・クリスチャンズ・アイランドはノーマン・アイランドと名前を変えられた。

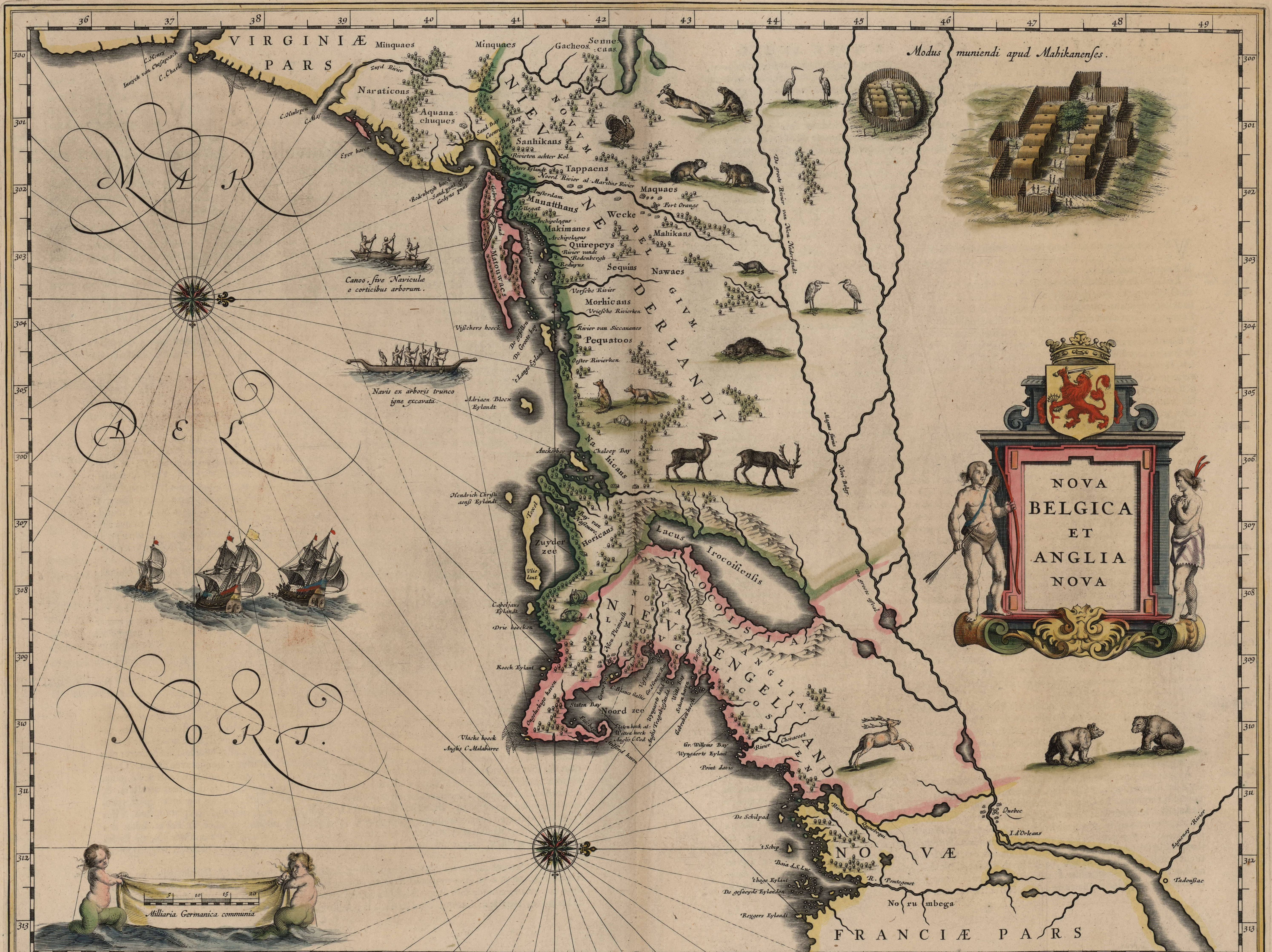
1635年作成の地図。右が北

これらの1609年から1614年の探検、測量および地図作りの成果はアドリアン・ブロックによって1枚の地図にまとめられ、1614年に議会に提出された。この地図ではニューネーデルラントを初めてこの名前で呼び、ハドソン川流域で競合する貿易会社にも配布された。これらの会社はニューネーデルラント会社という名前の新しい会社に統合された。
1614年3月17日、議会は北緯40度から45度の間で排他的な交易を許可し、新しい国、港および経路の発見者には4航海分有効であるという布告を出した。これに対する反応として地図と詳細な報告書が提出された。航海は他の全てのオランダ商人を排除した貿易特許を与えた後、3年以内になされるべきとされた。ニューネーデルラント会社が1614年10月11日に特許を獲得し、1618年1月1日までとされた。
ニューネーデルラント会社は1614年、1615年および1616年にモニケンダムの船長コーネリス・ヘンドリックスに命じてデラウェア地域を測量させた。しかし、北緯38度から40度の間は議会による排他的な特許を得ることができなかった。ブロックが1614年に本国に帰還するとき、コーネリス・ヘンドリックスが現地に留まり、北アメリカで建造した船「オンラスト」号、すなわち「トラブル」号の船長に指名された。「トラブル」は、ブロックのヨット「タイガー」号が1614年1月に火事で焼失した時、マンハッタンの近辺で代替船として造られた。アドリアン・ブロックはこの後ニューネーデルラントに戻らなかった。コーネリス・ヘンドリックスが行ったズイド川（デラウェア川）の探検はかなり上流から河口の湾までを含んでおり、その記録が1616年の地図に残された。
1621年、オランダとスペインの間の休戦終了とともに、オランダ西インド会社（1621-1793年）がオランダ議会より勅許状を受けて設立された。それは1606年に作られた概念勅許よりも全大西洋（アフリカ西海岸からアメリカ大陸まで）を包含する広大な目的を持ったものだった。1621年でもなお、会社の精神的創始者ウィレム・ウッセリンクの狭い目的を包含していた。ウッセリンクは1600年から1606年の間に、新世界における植民地を創設する際に牽引力となる会社の骨格を作り上げた。1620年、ウッセリンクはその主要な考え方を拒否した議会に対して最後の訴えを行った。その結果、大西洋という広大な舞台で軍事目的と利益追求という会社の重要な目的に続いて、植民地建設が第3番目の地位を得ることになった。かくしてニューネーデルラントは議会の継子となるように運命づけられ、1630年にポルトガルから力で奪ったオランダ領ブラジルを1654年に明け渡すまでこの状態が続いた。オランダは、世界で一番砂糖を生産できていたブラジルを失って、遅ればせながら北アメリカにおけるニューネーデルラントの国家建設に集中することになった。
北アメリカにおける植民地建設の準備のために、西インド会社は1621年、1622年および1623年にニューネーデルラント内で活動するあらゆる私有商業的集団を呼び集め、あらゆる私的な利益追求を無効化し、この地域の唯一の法的手段である海洋法も無効化した。海外植民地としてのニューネーデルラントの移民と成長は、毛皮交易から得られる利益によって一部財政的に裏付けされた。植民地における西インド会社の財政的危険度を最小にするため、毛皮交易は西インド会社の独占とされた。

### 初期の交易
アドリアン・ブロックの探検隊は最も初期に原住民との毛皮の交易を始めた。1613年、彼が率いるタイガー号が火災に遭ったため、ハドソン川沿いに宿泊小屋を建てたものが、ニューネーデルランド内で最初期のオランダ人の住居となった。
毛皮商人のユアン・ロドリゲスは1613–1614年の冬をマンハッタン島で越した。 彼は罠で捉えた動物の毛皮の取引をオランダの代表者として現地のネイティブアメリカンと行った。彼は現在のニューヨーク市域に初めて住んだヨーロッパ人となった。
1614年に発行された私企業によるニューネーデルランドの商業開発を許可する貿易特許を受けて、売人たちはハドソン川上流、現在のオールバニの領域であるキャッスル・アイランドにナッサウ砦を建設した。これはハドソン川への侵入者を防ぐ要塞と、ネイティブアメリカンとの毛皮取引のための交易所を兼ねていた。しかし、この島では夏になると洪水が発生することから、交易所として適さないことがわかり、貿易許可が無効となった1618年にナッサウ砦は放棄された。
他の交易所（factorij）は、スケネクタディ、エスポウス、Quinnipiac River、コミュニポウなどにこの時期に建設された。

### 植民地化

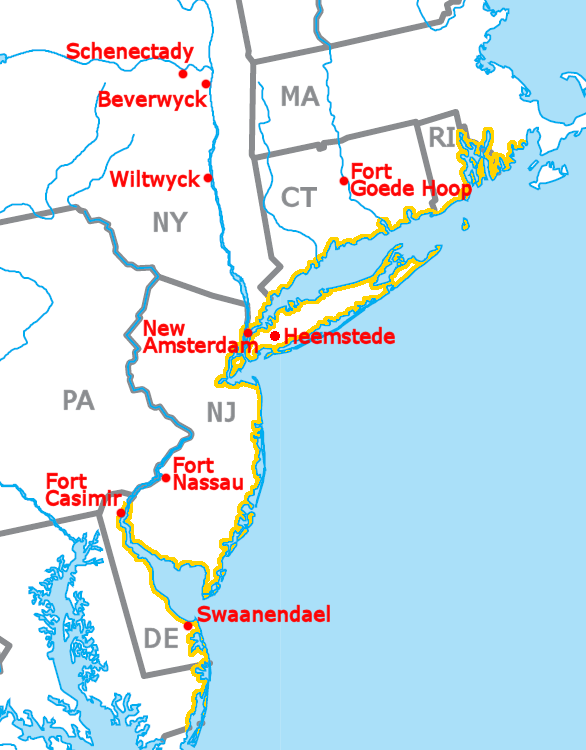
ニューネーデルラントの海岸線と顕著な入植地。今日の州境も表示。

1624年5月、オランダ西インド会社はニューネーデルラントのノーテン・アイラント（現在のガバナーズ・アイランド）そしてオラニエ砦（現在のオールバニ）に最初の移民（主に南オランダ、すなわちワロン人）を運んだ。移民はアムステルダム、ハールレムおよびライデンのワロン社会の出身であり、30家族いた。移民を運んだのは、ニューネーデルラント植民地の最初の指導者コーネリス・ジャコブズ・マイの指揮になる船「ニューネーデルラント」号であった。これがニューネーデルランドで最初のヨーロッパ人による永続的な定住の始まりとなった。
1625年6月、さらに45名の移民がガバナーズ・アイランドに降り立った。乗ってきた3隻の船の名は、「馬」、「牛」、「羊」であり、103頭の馬、去勢牛、雌牛、さらに多くの豚や羊を運んできた。1624年の最初の入植は成功であった。最初の指導者マイはウィレム・ヴェアハルストと交代した。
1624年に、入植者たちはノーテン・アイラントに砦を建設し、後のニューヨーク州の始まりの地となった（ニュージャージー州、コネチカット州およびデラウェア州を含め、いわゆるニューヨーク3州地域の始まり）。 翌1625年にマンハッタン島にアムステルダム砦を造り、後のニューヨーク市の始まりとした。
これより前の1614年に最初のナッサウ砦がハドソン川の上流、キャッスル・アイランドに造られたが、浸水被害を受けたため1618年には放棄されていた。最初に送られた植民団のうち何十名かが、この地の植民を再開すべく1624年にナッサウ砦の島から3kmほど離れた本土にオラニエ砦を新たに建造した。この砦の北には毛皮商人たちのコミュニティであるビーバーウィークが後になって建設された。これらは、後のニューヨーク州州都オールバニの始まりであった。ナッサウ砦とオラニエ砦の名前は、オランダ共和国の様々な地区の総督として役職を独占したオラニエ＝ナッサウ家に因んで名付けられた。
デラウェア川では、ヴェアハルステン・アイランド、後のバーリントン・アイランドにウィルヘルムス砦を造った。またコネチカット川にはゴーデ・ホープ砦、またはハウス・ド・ホープ砦を1633年に造り、今日のコネチカット州ハートフォードの始まりとなった。
他にも、現在のニュージャージー州グロースターにはナッサウ砦が1627年に建造された。
これら砦を造った主要な目的は侵入者から川の交通を守ることであり、先住民族と毛皮交易を営むことであった。

### ユートピア開拓地としてのニューネーデルラント
1624年にガバナーズ・アイランドに入植した開拓者達は、その年の明白な命令により、北アメリカに法的権利として寛容の精神を持ち込んだ。開拓者達は「態度と例示によって」先住民族や信仰の無い者を引き付け、神の言葉「その信ずるもので人を迫害してはならず、すべての者をその善悪の判断力のままにしておく」を実行しなければならなかった。

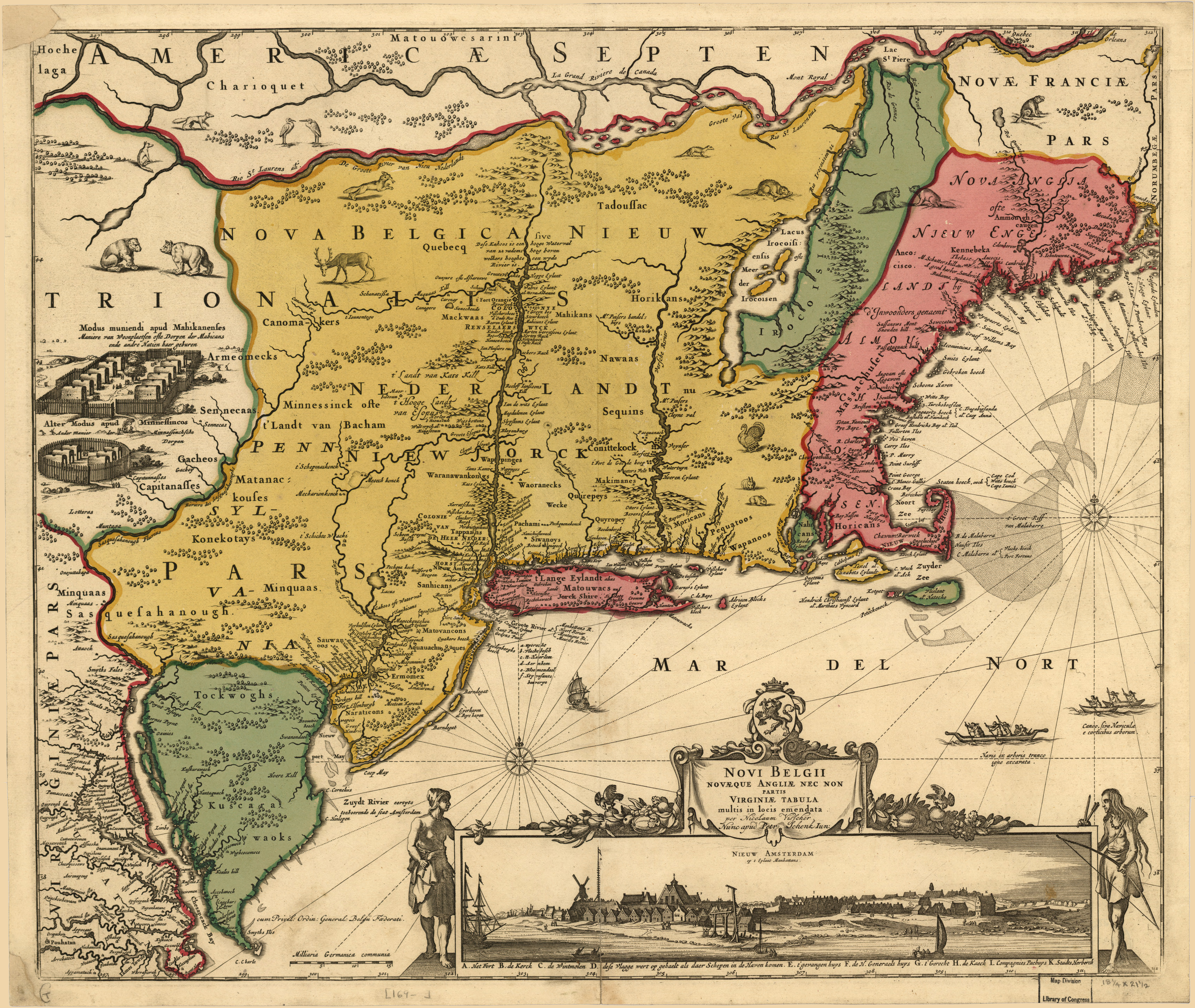
1650年制作の地図

この教えは、1579年のユトレヒト同盟、すなわちオランダ共和国の設立趣意書から引き出されたものであり、「全ての者は宗教的に自由なままであり、いかなる者も宗教のために迫害されたり、照査されたりしてはならない」としていた。この声明は、当時の世界では斬新であり、1642年にオランダ領ブラジルのレシフェに西半球では初めてのユダヤ教会堂を開設するときも、また1655年のニューアムステルダムでアシュケナジム（東欧系ユダヤ人）とセファルディム（スペイン系ユダヤ人）の定着を公式に認める時も、その歴史的な基盤となった。さらにオランダの法律と条令が、1624年のガバナーズ・アイランドに入植した開拓者達に与えられた最初の指導書の中にも参照されていた。このことが、ニューヨーク3州の伝統に根幹として入っている法的文化的体系となっており、究極にはアメリカの多元的共存性と自由につながっている。
1658年、フランシスカス・ヴァン・デン・エンデンがピーター・コルネリスゾーン・プロッコイを伴って、ニューネーデルラント、もっと正確に言えば現在のデラウェア州の地域で、ユートピア開拓地計画のために働いた。1663年、プロッコイと41名の開拓者がデラウェア湾に向かい、スワーネンデールの近くに新しい開拓地を造った。

### ニュースウェーデンの設立と奪還
1638年、スウェーデン政府は、かつてオランダ西インド会社を率いニューネーデルランドの総督であったピーター・ミニュイットによる手引きで、ニューネーデルランドの領土が宣言されていたデラウェア川流域にニュースウェーデン植民地を創設した。ミニュイットはニュースウェーデン最初の総督に任命された。ミニュイットはデラウェア川の東側にはニューネーデルランドの権利が確立されているが、西側はまだ確立されていないことを知っていた。はじめにクリスティーナ砦が建設され、ここを拠点に周辺へ入植地を拡大していった。
しかし、1655年、スウェーデン本国で北方戦争が始まったため、オランダはこの期にニュースウェーデンの領土を奪還にかかった。1655年9月15日には、ニュースウェーデンはニューネーデルランドに併合された。この後も、スウェーデンからの入植者たちは自治権が認められた。しかし、ニューネーデルランドがイギリスの手に移ることによって、この状況は終了することとなった。

### イギリスの侵入

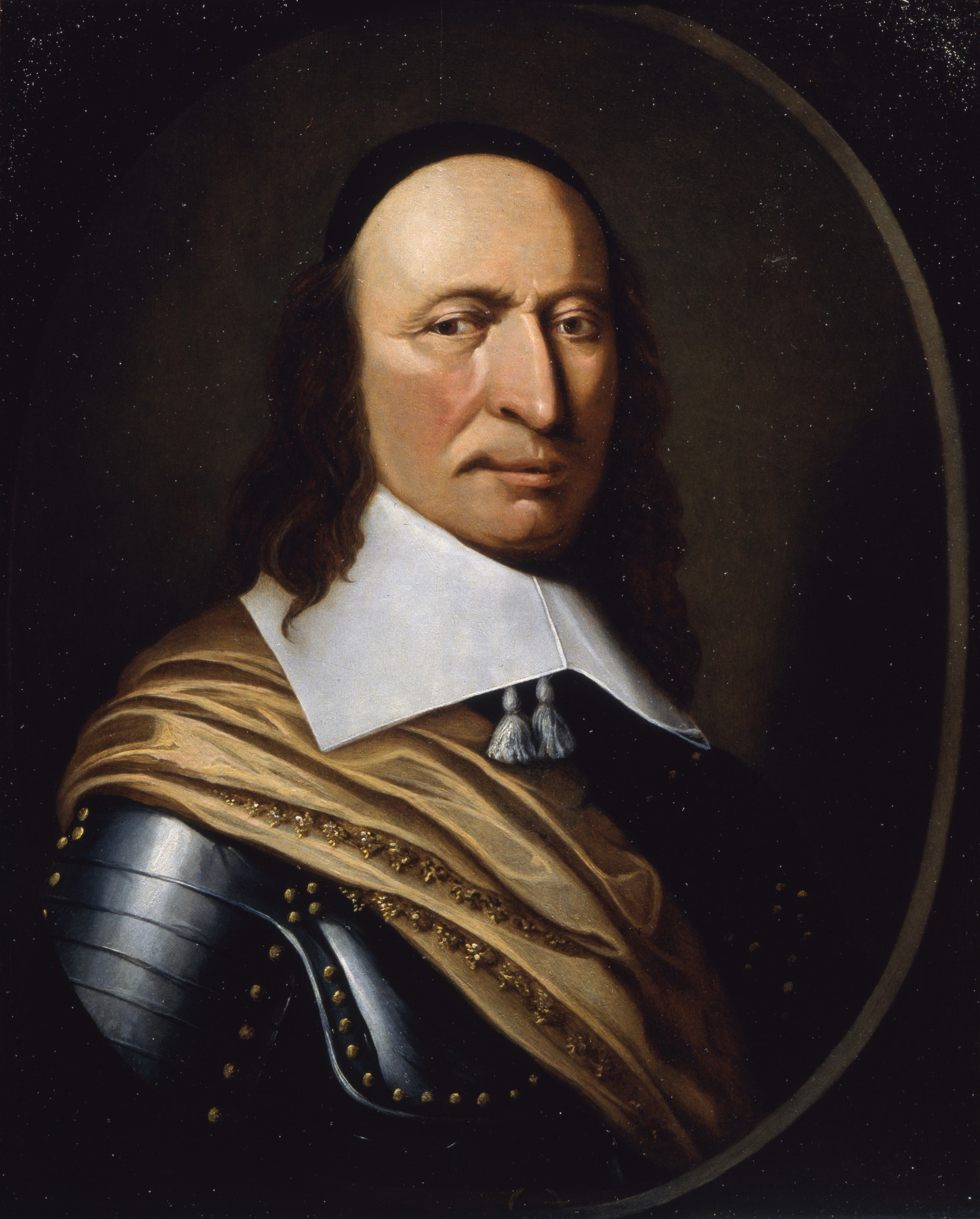
ニューネーデルラント総督のストイフェサント

ウィリアム・ウッドの1634年に制作した地図には、初めてケープ・コッドがニューイングランドの一部として示されており、イギリスの開拓地がニューイングランドからニューネーデルラントに入ってきた証拠となっている。オランダが領有権を主張する広大な領土を軍事的に守ることが出来なかったので、イギリスの開拓者があふれ出てくることに対して抗議するしか為す術がなかった。1638年のニューヘイブンの設立で堰が切れ、イギリス人開拓者がニューヨークやロングアイランドまでも入ってくるようになった。
1650年のハートフォード条約で、ニューネーデルラント総督のストイフェサントはコネチカット川領域をニューイングランドに割譲し、新たな東の境界をコネチカット川河口の西50オランダ・マイル、ロングアイランドのオイスター・ベイの直ぐ西に設定した。オランダ西インド会社は条約そのものを認めなかったが、イギリスとの交渉で何の妥協点にも到達できなかったので、条約が既成事実となった。
1664年3月、イギリス国王チャールズ2世はニューネーデルラントを併合する決定を下した。「教会と国家双方において一つの政府の下におき、このイギリス本国のようにイギリス人の政府を打ち立てること」との指示を出した。これに直面したオランダ西インド会社の支配人は、植民地の宗教的自由が継続されニューイングランドに対する軍事的防御を不要にしていたことで慰めるしかなかった。この支配人はストイフェサント総督に次のように書き送った「我々は、（ニューネーデルラント）北部のイギリス人が前述の理由でほとんどイギリス本国から移住してきたように、彼らがこれから先も我々に問題を起こさないように期待する。彼らが我々の主権を取り除いて、以前にそこから逃げてきた政府の様にしてしまうよりも、自制心で我々との平和を保ち自由に生きることを好むと期待している。」
1664年8月27日、イギリスの4隻のフリゲートがニューアムステルダムの港に入ってきて、ニューネーデルラントの明け渡しを要求した。以前に多くの市民が、先住民族による「悲しむべき虐殺」に対して適度な守備兵を配して守って欲しいという要求を伝えたが、これが無視されていたので、このイギリス船隊にも何の抵抗も示されなかった。十分な守備兵や武器弾薬が不足したままであり、「隣人のイギリスとハートフォード植民地政府による打ち続く軋轢、脅威、侵略」に対して兵士や艦船を増強して欲しいという度重なる喫緊の要請に対しても、西インド会社からは無関心な反応しかなかったので、ニューアムステルダムは無防備なままであった。ストイフェサントはこの逆境の中で最善の努力をし、「あまりに強力な敵」から有利な条件を導き出した。ニューアムステルダムの占領は、イギリスとオランダの間の第二次英蘭戦争に繋がる一連のオランダ植民地への攻撃とは、趣を異にするものとされた。
権限委譲の交渉の席で、ストイフェサントとその委員会は第8条の寛容の原則を確保した。そこでは、ニューネーデルラントの人々がイギリスの支配下においても、「宗教的自制心の自由を保ち享受すること」とされていた。1667年のブレダ条約においても、オランダはニューネーデルラントに対する領有権を主張しなかった。以前のまま、南アメリカ北岸のスリナムとランのナツメグ島のオランダの占拠が継続された。決定的な解決にはならなかった。

### 割譲
6年の内に、両国は又戦争を始め、1673年8月、オランダは当時の北アメリカでは最大の21隻の艦隊でニューネーデルラントを再占領した。その艦隊は、オランダ西インド会社のゼーラント室のraadspensionaris、ピーター・ヒューバートによって送り出されたコーネリス・エヴァートセン副提督が指揮する船隊であり、もう一つジャコブ・ビンクスの指揮するアムステルダム室の船隊がいた。占領部隊は「知事」にアンソニー・コルブを据え、1672年にオランダ総督となったオラニエ公ウィレム（ウィレムは1689年にイギリス王となった）に因んで、町は「ニューオラニエ」と改名された。しかし、第三次英蘭戦争(1672-74)の終結後、オランダは財政的にも精神的にも破滅した。ゼーラント州はホラント州を説得してニューネーデルラント植民地の責任を取らせようとした。1674年11月、ウエストミンスター条約が結ばれて第三次英蘭戦争が終結し、ニューネーデルラントは完全にイギリスに割譲された。ニューネーデルラント植民地とニューオラニエの町の名前はニューヨークに変えられた。

## 遺産
ニューネーデルラントはアメリカの文化にも政治にも豊富に永続する遺産を残した。たぶん最も意味あることはニューアムステルダムにおける多元的共存性の富に導いた文化的および宗教的寛容さの影響であろう。この寛容さは本国オランダの基盤となっており、オランダは周辺の官僚政治や独裁政治から逃れてくる民にとって天国であった。1682年、バージニアに移住したウィリアム・バードはニューアムステルダムについて「アムステルダムと同じくらい多くの宗派が存在する」と言った。この宗教的自由はイギリスの支配下になっても権限委譲条項のもとに保護された。
オランダの影響は、ロードアイランドからデラウェアにかけての地域で、今日でもオランダ語の地名として残っていることからもうかがえる。以下はその例である。
- ケープ・ヘンローペン：富裕なバルト海の貿易業者でコーネリス・ジャコブズ・マイの共同事業者、タイメン・ジャコブズ・ヒンローペンの名前に因む
- ケープメイ：デラウェア川のインディアンと交易を行ったコーネリス・ジャコブズ・マイの名前に因む
- ケープ・コーネリウス：同じくコーネリス・ジャコブズ・マイの名前に因む
- ニューヨーク州キンダーフーク町：キンダーフークとはオランダ語で子供の街角という意味
- ニューヨーク州キャッツキル町/キャッツキル山地：キルはオランダ語で河口。キャッツとい名の酋長に因んで名付けられた
- ニューヨーク州クレイブラック町：ラックは停泊に適した真っ直ぐに伸びた川。川岸に映えたクローバーから名付けられた
- ブロック・アイランド：探検家アドリアン・ブロックに因んだ名前。この島からコネチカット川やロングアイランド湾の測量をおこなった。
- ニュージャージー州ホーボーケン市：17世紀のロッテルダムにいたヴァン・ホーボーケン家に因む
- ロングアイランド：オランダ語のランゲ・アイラントの英訳
- ブルックリン：オランダの町、ブローケレンに因む
- ハーレム：オランダの大都市ハールレムに因む
- ニューヨーク：1665年まではニューアムステルダム
- ニューヨーク州アムステルダム町：オランダの首都に因む
- ニューヨーク州ロッテルダム町：オランダの都市ロッテルダムに因む
- ユトレヒト・アベニュー：オランダの都市ユトレヒトに因む植民地の町ニューユトレヒトに因む
- ブロンクス：ジョナス・ブロンクに因む
- コニーアイランド：オランダ語のコニネン・アイラント、ウサギの島
- スタテンアイランド：オランダ語のスターテン・アイラント、オランダの議会Staten-Generaalに因む
- ヘルゲイト：オランダ語のヘレガト、地獄への道、激しい流れのため
- ニューヨーク州ヘムステッド村：オランダ語のヘームステーデ、村名と後にナッソー郡の町名になった
- オイスター・ベイ：オランダ語のエースター・バーイ
- タッパン・ゼー：ゼーはオランダ語の海、タッパンはハドソン川の西のインディアン種族名
- フラッシング：オランダの町ヴリッシンゲンに因む
- ブロードウェイ：オランダ語のブレーデ・ヴェーク
- ウォールストリート：第一次英蘭戦争の時の1654年にイギリスの侵略に備えて建てられた城壁に因む
- グラマシー：クロム・メッシーと名付けられた小川の転訛、古オランダ語で曲がったナイフ
- 他にも小川(kills)、道、設備など多数

さらに、多くのニューヨーク市民がニューネーデルラントのオランダ市民の直系子孫である。例えば2人の大統領を生んだルーズベルト家は、1650年頃にオランダのハールレムから移民したクラエス・ヴァン・ローズヴェルトの子孫である。マーティン・ヴァン・ビューレン大統領を出したヴァン・ビューレン家もニューネーデルラントに起源を発している。
また、ニューヨーク市の市旗の色は青、白および橙色であり、オランダの国旗と同じである。この色はニューヨーク州ナッソー郡の旗、2回のニューヨーク万国博覧会の機材、およびニューヨーク・メッツのユニフォームにも使われている。
ハドソン川渓谷に入ったオランダ農民の民話に触発されたワシントン・アーヴィングは有名な2つの短編「リップ・ヴァン・ウィンクル」と「スリーピー・ホロウの伝説 」を書いた。これは19世紀初めまでオランダの文化が残っていたことを示している。
オランダ語の方言であるジャージー・ダッチがニュージャージー州バーゲン郡およびパサイック郡で20世紀初めまで話されていた。

## 植民地のラテン語名に関する注釈
植民地のラテン語名Novum BelgiumあるいはNova Belgicaは、オランダ共和国時代に存在したベルギー（Belgium Foederatum）のラテン語名から来ている。オランダはラテン語ではベルギウム（Belgium）であり、当時17の州があったが、南部の10州はスペインの支配下にあってBelgium Regiumと呼ばれた。北アメリカでは、オランダの植民地はオランダ語の名前のままニューネーデルラントと呼ばれたが、地図上ではオランダ共和国あるいはBelgium Foederatumの領土的拡張と捉えられて、Novum Belgiumのような表記法が採られた。